# Huwaida Arraf
 (novembre 2011).
Si vous disposez d'ouvrages ou d'articles de référence ou si vous connaissez des sites web de qualité traitant du thème abordé ici, merci de compléter l'article en donnant les références utiles à sa vérifiabilité et en les liant à la section « Notes et références ».
Huwaida Arraf, née en 1976) à Détroit dans le Michigan, est une militante palestino-américaine, membre fondatrice de l'organisation non-gouvernementale International Solidarity Movement qui a été nommée deux fois pour le prix Nobel de la paix. Elle était à bord du bateau Free Gaza en 2008 ainsi que la flottille de la liberté en 2010 attaquée par des commandos israéliens.

## Biographie
Huwaida Arraf est une palestino-américaine née dans le Michigan. Elle fait des études en Arabic and Judaic studies et en science politique à l'université du Michigan à Ann Arbor. En 2007, elle reçoit son Juris Doctor de l'American University à Washington.
De 2007 à 2008 elle a enseigné les droits de l'homme à l'université al-Qods à Jérusalem.

## Voyageurs de la liberté
Inspirés par le mouvement des droits civiques aux États-Unis, plusieurs palestiniens ont participé à la campagne Freedom Riders pour protester contre les pratiques discriminatoires des Israéliens. 
Huwaida Arraf, qui est l'organisatrice du Freedom Riders, a été arrêtée par l'armée israélienne ainsi que six autres palestiniens,.